# Circondario di Norden
Il circondario di Norden (in tedesco Landkreis Norden) è stato, fino al 1977, un circondario (Landkreis) della Bassa Sassonia, in Germania.
Al momento della sua dissoluzione, comprendeva 21 comuni. Capoluogo e centro maggiore era Norden. Fu unito al circondario di Aurich.

## Comuni del circondario
| Comune            | unito a       | data            |
| ----------------- | ------------- | --------------- |
| Arle              | Großheide     | 1º luglio 1972  |
| Baltrum           |               |                 |
| Berum             | Hage          | 1º luglio 1972  |
| Berumbur          |               |                 |
| Berumerfehn       | Großheide     | 1º luglio 1972  |
| Blandorf-Wichte   | Hage          | 1º luglio 1972  |
| Campen            | Krummhörn     | 1º luglio 1972  |
| Canhusen          | Hinte         | 1º luglio 1972  |
| Canum             | Krummhörn     | 1º luglio 1972  |
| Cirkwehrum        | Hinte         | 1º luglio 1972  |
| Dornum            |               |                 |
| Dornumergrode     | Dornumersiel  | 1º luglio 1972  |
| Dornumersiel      |               |                 |
| Eilsum            | Krummhörn     | 1º luglio 1972  |
| Freepsum          | Krummhörn     | 1º luglio 1972  |
| Greetsiel         | Krummhörn     | 1º luglio 1972  |
| Grimersum         | Krummhörn     | 1º luglio 1972  |
| Groothusen        | Krummhörn     | 1º luglio 1972  |
| Groß Midlum       | Hinte         | 1º luglio 1972  |
| Großheide         |               |                 |
| Hage              |               |                 |
| Hagermarsch       |               |                 |
| Halbemond         |               |                 |
| Hamswehrum        | Krummhörn     | 1º luglio 1972  |
| Harsweg           | Emden         | 1º ottobre 1945 |
| Hinte             |               |                 |
| Jennelt           | Krummhörn     | 1º luglio 1972  |
| Juist             |               |                 |
| Junkersrott       | Hagermarsch   | 1º luglio 1972  |
| Krummhörn         |               |                 |
| Larrelt           | Emden         | 1º ottobre 1945 |
| Leezdorf          |               |                 |
| Leybuchtpolder    | Norden        | 1º luglio 1972  |
| Lintelermarsch    | Norden        | 1º luglio 1972  |
| Logumer Vorwerk   | Emden         | 1º luglio 1972  |
| Loppersum         | Hinte         | 1º luglio 1972  |
| Loquard           | Krummhörn     | 1º luglio 1972  |
| Lütetsburg        |               |                 |
| Manslagt          | Krummhörn     | 1º luglio 1972  |
| Marienhafe        |               |                 |
| Menstede-Coldinne | Großheide     | 1º luglio 1972  |
| Nesse             |               |                 |
| Neßmersiel        | Nesse         | 1º luglio 1972  |
| Neuwesteel        | Norden        | 1º luglio 1972  |
| Norden            |               |                 |
| Norderney         |               |                 |
| Osteel            |               |                 |
| Osterhusen        | Hinte         | 1º luglio 1972  |
| Ostermarsch       | Norden        | 1º luglio 1972  |
| Pewsum            | Krummhörn     | 1º luglio 1972  |
| Pilsum            | Krummhörn     | 1º luglio 1972  |
| Rechtsupweg       |               |                 |
| Roggenstede       | Dornum        | 1º luglio 1972  |
| Rysum             | Krummhörn     | 1º luglio 1972  |
| Sandbauerschaft   | Norden        | 1919            |
| Schwittersum      | Dornum        | 1º luglio 1972  |
| Siegelsum         | Upgant-Schott | 1º luglio 1972  |
| Süderneuland I    | Norden        | 1º luglio 1972  |
| Süderneuland II   | Norden        | 1º luglio 1972  |
| Süderpolder       | Neuwesteel    | 1º ottobre 1939 |
| Suurhusen         | Hinte         | 1º luglio 1972  |
| Tjüche            | Marienhafe    | 1º luglio 1972  |
| Twixlum           | Emden         | 1º luglio 1972  |
| Upgant-Schott     |               |                 |
| Uphusen           | Emden         | 1º aprile 1946  |
| Upleward          | Krummhörn     | 1º luglio 1972  |
| Uttum             | Krummhörn     | 1º luglio 1972  |
| Visquard          | Krummhörn     | 1º luglio 1972  |
| Westdorf          | Nesse         | 1º luglio 1972  |
| Westeraccum       | Dornum        | 1º luglio 1972  |
| Westeraccumersiel | Dornumersiel  | 1º luglio 1972  |
| Westerbur         | Dornumersiel  | 1º luglio 1972  |
| Westerende        | Großheide     | 1º luglio 1972  |
| Westerhusen       | Hinte         | 1º luglio 1972  |
| Westermarsch I    | Norden        | 1º luglio 1972  |
| Westermarsch II   | Norden        | 1º luglio 1972  |
| Wirdum            |               |                 |
| Woltzeten         | Krummhörn     | 1º luglio 1972  |
| Woquard           | Krummhörn     | 1º luglio 1972  |
| Wybelsum          | Emden         | 1º luglio 1972  |